# قرن امرهين آل عوض (الوضيع)

تعديل مصدري - تعديل

قرن امرهين آل عوض هي إحدى قرى عزلة  الوضيع بمديرية الوضيع التابعة لمحافظة أبين، بلغ تعداد سكانها 51 نسمة حسب تعداد اليمن لعام 2004.